# Melchior Gottlieb Minor

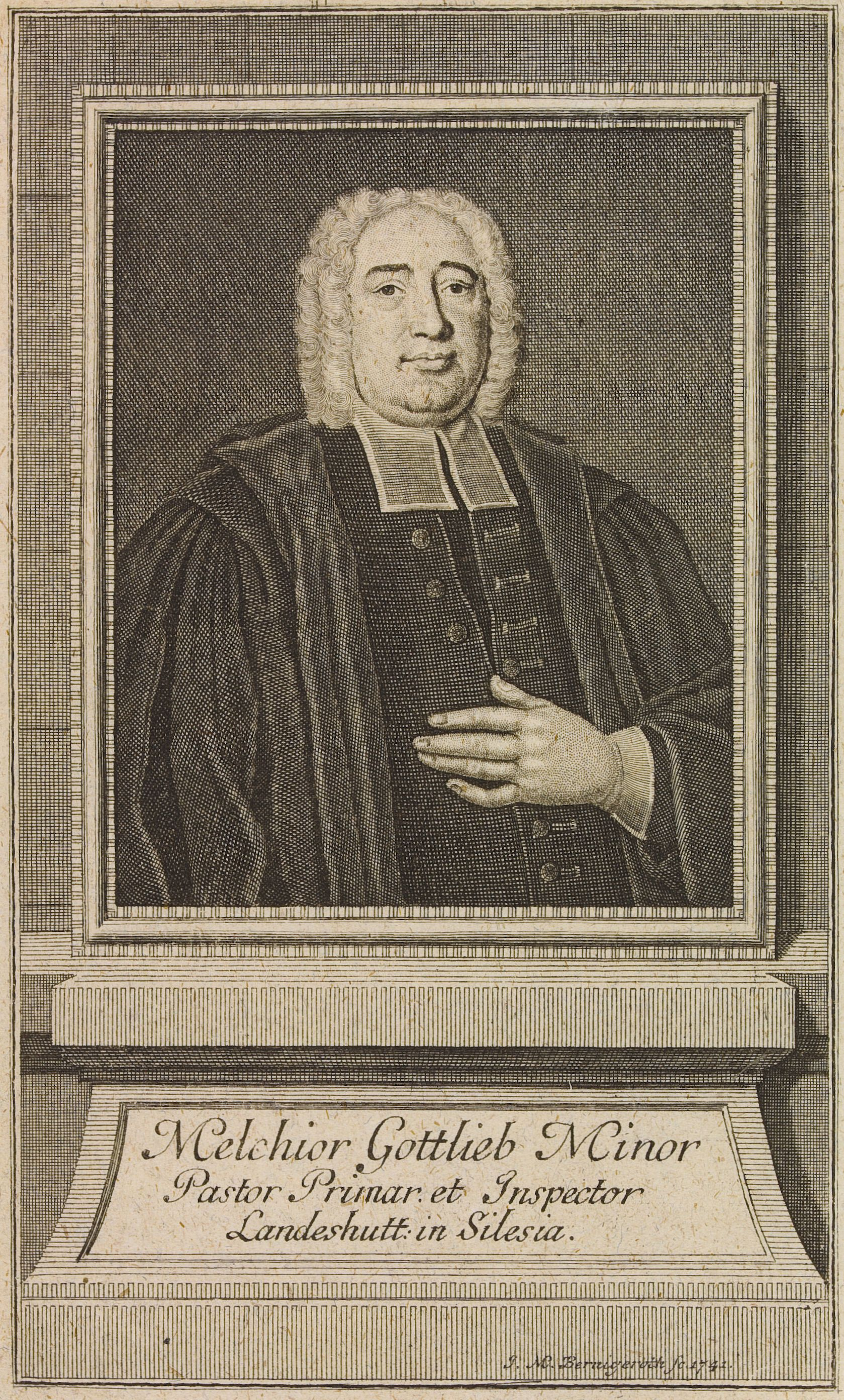
Melchior Gottlieb Minor, Kupferstich von Johann Martin Bernigeroth

Melchior Gottlieb Minor (auch: Maleki; * 28. Dezember 1693 in Zülzendorf; † 24. September 1748 in Gutschdorf) war ein deutscher evangelischer Theologe.

## Leben
Minor stammte aus einem schlesischen Pfarrergeschlecht, das ursprünglich aus Böhmen stammte und eigentlich den Namen Maleki trug. Sein Urgroßvater Thomas Maleki hatte sich als Weinbrenner in Breslau angesiedelt. Sein Großvater Melchior, einst Diakon in eben dem schlesischen Gebiet, hatte seinen Nachnamen Maleki (slawisch: „Klein“) in den Gelehrtennamen Minor latinisiert. Von dessen Söhnen wurden ebenfalls drei Söhne Prediger. Unter anderem der Vater Melchior Gottliebs, Melchior Minor († 3. Oktober 1721), der die Juliane Elisabeth von Netz († 1. Februar 1698) geheiratet hatte. Aus jener Ehe ging Melchior Gottlieb hervor, der seinen ersten Unterricht bei seinem Vater erhielt, der als Pfarrer in Zitzendorf, in Ekebrecht und 1717 in Praus gewirkt hatte.
1703 bekam er einen Privatlehrer und 1705 besuchte er die Schule des Waisenhauses in Halle (Saale), wo unter anderem Matej Bel sein Lehrer war. Hier legte er sein Fundament der lateinischen, griechischen und hebräischen Sprache. Im Oktober 1709 frequentierte er das Gymnasium in Zittau und begann 1712 ein Studium an der Universität Wittenberg. Hier waren Johann Wilhelm Jahn, Johann Christoph Wichmannshausen und Georg Friedrich Schröer seine Lehrer. Nach kurzer Zeit wechselte er an die Universität Halle, wo er sich mit der englischen und französischen Sprache vertraut machte. Er besuchte die Vorlesungen zum Naturrecht bei Nikolaus Hieronymus Gundling und machte sich mit Kirchenrecht bei Justus Henning Böhmer vertraut. An der Universität Jena setzte er sein Studium bei Michael Förtsch (1654–1724), Johann Franz Buddeus und Jesaias Friedrich Weißenborn (1673–1750) fort. Bei Johann Friedrich Wucherer (1682–1737) hörte er Ethik und Homiletik, bei Georg Albrecht Hamberger (1662–1716) Mathematik und bei Johann Reinhard Rus (1679–1738) erweiterte seine Kenntnisse im Hebräischen, sowie den morgenländischen Sprachen.
1715 hatte er seine Studien abgeschlossen und wurde in seiner Heimat Hofmeister einiger adligen Familien in Schweidnitz. Durch deren Beziehungen gelangte er, nachdem er am 12. September in Liegnitz ordiniert worden war, am 29. September 1720 an eine Pfarrstelle in Tepplinwoda. 1722 ging er als Diakon an die Gnadenkirche nach Landeshut, wo er 1727 zum Hauptpastor aufstieg und die erste Stelle im Kirchenministerium erhielt. Einen Ruf 1734 als Pastor Primarius der Peter und Paulskirche in Görlitz und 1739 als Hauptprediger an der Nikolaikirche in Hamburg lehnte er ab. Stattdessen wurde er 1746 königlich preußischer Oberkonsistorialrat von Landeshut-Bolkenhain und 1748 Inspektor der Kirchen und Schulen im Kreise Schweidnitz. Er verstarb auf einer Reise nach Breslau an einem Schlaganfall.
Der gefeierte Kanzelredner und Schriftsteller hatte sich einen ausgezeichneten Ruf als Verfasser theologischer Werke erworben. Neben verschiedenen Aufsätzen in Journalen hat er nicht wenige Bücher herausgebracht.
Aus seiner Ehe mit Anna Amalia, der Tochter des königlichen Amtsadvokaten der Fürstentümer Schweidnitz und Jauer Johann Siegismund von Benisch, gingen vier Töchter hervor. Namentlich bekannt ist Christiane Elisabeth Minor (* 24. März 1728; † 1. Januar 1792; verh. 1751 Fischer).

## Werke
- Das hochwichtige Amt eines Botschafters an Christi Statt, eine Predigt über das Evangelium am 20. Sonntage nach Trinitatis. Landshut 1722.
- Das Leben im Leiden, eine Leichenpredigt über Psalm 42, 2. 3. 1723.
- Das nötige Wissen eines Christen. Jauer 1723.
- Die Predigt der Buße, als richtiger Wegweiser zur Seeligkeit, über Apostelgeschichte 3, 19, 20. 1725.
- Kurtze Nachricht von den Altären der Juden, Heiden und Christen, mit Beschreibung des in der Gnadenkirche vor Landshut erbauten Altars. Landshut 1725.
- Hauptsumma der christlichen Lehre. Landshut 1726.
- Die beste Klugheit der Lebendigen, eine Leichenpredigt über 2. Korinther 5, 1. ... 1727.
- Die ersten Buchstaben der christlichen Lehre für Kinder, die zum heiligen Abendmahl gehen wollen. 1727.
- Sammlung einiger erbaulicher Haus- und Kirchenandachten. Landshut 1727.
- Unterricht von der Buße. Landshut 1727.
- Die wohlgegründete Hoffnung der gläübigen zur ewigen Seeligkeit; eine Predigt über 1. Thessal. 5, 9, 10. 1729.
- Der reine evangelische Glaube; eine Predigt über das Evangelium am 3ten Sonntage nach Trinitatis. Landshut und Leipzig 1730.
- Die Augsburgische Confession, mit einer kurzen historischen Nachricht derselben. Jauer 1730.
- Das Bild eines Christen, der zu einem selbigen Tode immer fertig ist. Eine Predigt über Timoth. 1, 12. 1732.
- Der sichere und feste Anker der Seelen. Eine Predigt über Joh. 3, 16. 1733.
- Die beste Ruhe der Gläubigen. Eine Predigt über Hebr. 4, 9, 10. 1734.
- Die letzten Stunden der Alten. Eine Predigt über das Evangelium des Festes der Reinigung Maria. Breslau und Leipzig 1734.
- Die Hülfe zur rechten Zeit. Eine Predigt über Psalm 94, 29. 1735.
- Die blutige Wahlstatt einer guten Streiterin Jesu. Eine Predigt über Offenb. Joh. 3, 10. 1735.
- Die schöne Gestalt einer christlichen Kreuzträgerin, über Offenb. Joh. 7, 14
- Die Stimme Gottes im Wasser, eine Predigt, bei Gelegenheit einer großen Wasserergießung, den 8ten nach Trinitatis. 1736 über die ordentliche Epistel gehalten. Leipzig und Breslau 1736.
- Die Ehre Gottes bei den schädlichen Wirkungen großer Wasserfluthen, eine Predigt über Habakuk 4, 8, 9, 10 den 24. September 1736 gehalten, zum Gedächtniß der außerordentlichen Wassergießung, nebst einer Nachricht von derselben. Leipzig und Breslau 1736.
- Die Besserung des Menschen, als das beste Mittel zur Verbesserung der bösen Zeiten, eine Predigt, gehalten im J. 1737 über Jerem. 6, 8. Landshut 1737.
- Stimmen der Ewigkeit, wie solche in verschiedenen Predigten über besondere Sprüche der heiligen Schrift unter göttlichen Sorgen vorgetragen worden. Leipzig und Breslau 1737.
- Das Gedächtniß eines angesehenen Lehrers in der Kirche, den Schweidnitz ebendessen von Landshut empfangen, bei der Veränderung des Herrn Gottfried Langhausen, der vom Conrectorrat in Landshut als Protector zur evangelischen Schule bei der Kirche zur heiligen Dreieinigkeit 1738 berufen ward ... 1738.
- Jesus im Herzen: Am Feste der Reinigung Maria 1738. Aus dem Evangelio Luc. II. 22, 23 unter dem Beistande Jesu vorgestellt. (Online)
- Das Leben Enoch Bartsches, weiland Pastor und Kirchen- und Schulen-Inspectors zu Schweidnitz, beschrieben von Melchior Gottlieb Minor. Landshut 1738.
- Evangelische Ermunterung zum Glauben und Gottseeligen Wandel in verschiedenen Predigten. Leipzig und Breslau 1776, 2. Auflage. 1776, 2. Teile
- Geistliche Reden und Abhandlungen. Leipzig und Breslau 1752.
- Heilige Betrachtungen über die Evangelien. Leipzig und Breslau 1756.
- Stimmen der Buße, in verschiedenen Predigten über die Sprüche der heiligen Schrift. Leipzig und Breslau 1757.
- Heilige Betrachtung über die Leidensgeschichte Jesu. Leipzig und Breslau 1757.
- Stimmen der Ewigkeit, in Predigten. Leipzig und Breslau 1776 2. Teile